# 3834 Zappafrank
3834 Zappafrank eller 1980 JE är en liten asteroid som finns i Asteroidbältet. Asteroiden beräknas ha en diameter på 5-11 kilometer. Den hittades 1980 av den slovakiske astronomen Ladislav Brožek på Kleť Observatory. Asteroiden har fått sitt namn till minne av den amerikanske artisten Frank Zappa.